# 2003-as wimbledoni teniszbajnokság

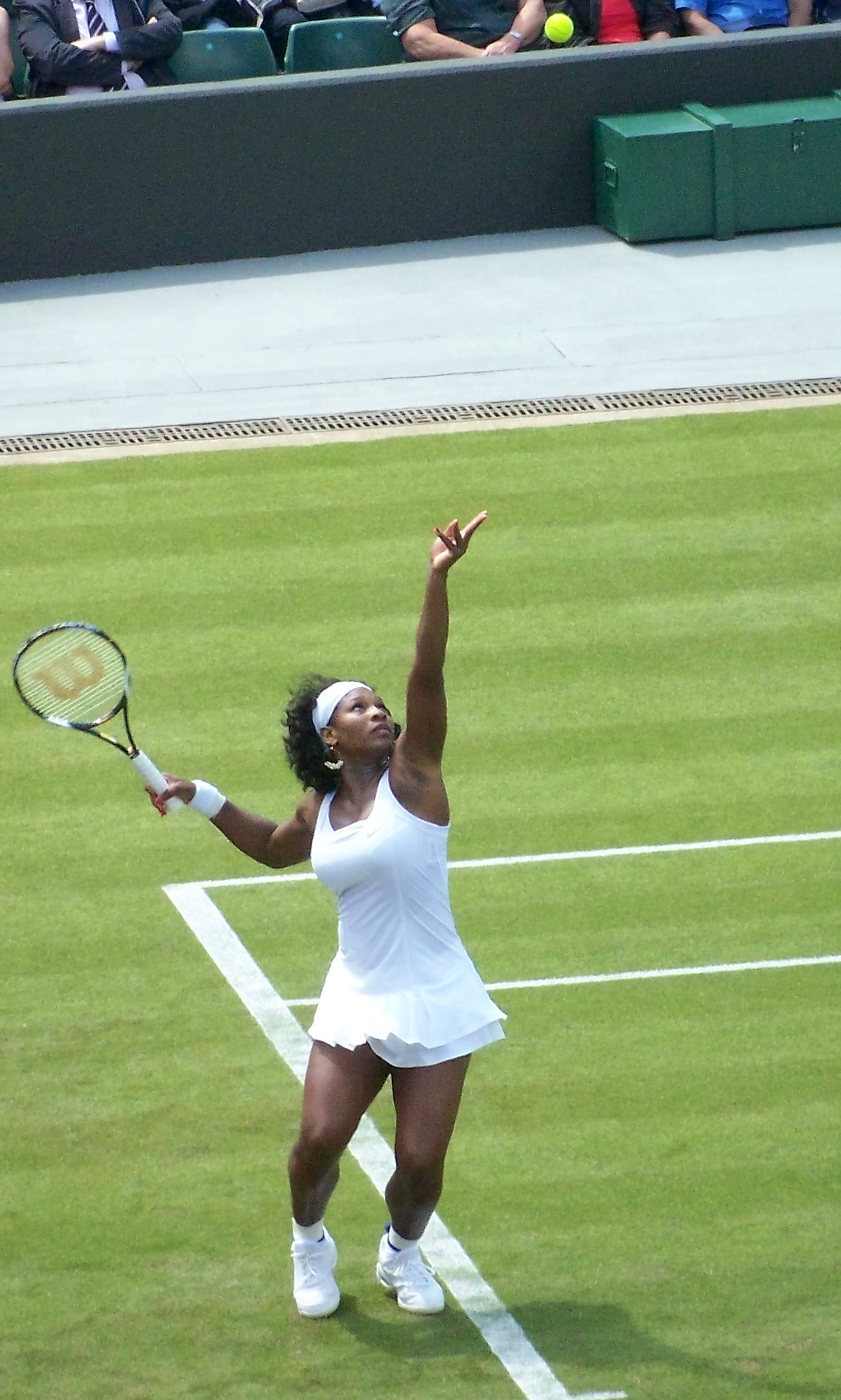
Serena Williams

A 2003-as wimbledoni teniszbajnokság az év harmadik Grand Slam-tornája, a wimbledoni teniszbajnokság 117. kiadása volt, amelyet június 23–július 6. között rendeztek meg.
A férfiaknál Roger Federer első Grand Slam-győzelmét szerezte, miután a döntőben legyőzte az ausztrál Mark Philippoussist. A nőknél a Williams-testvérpár vívta a döntőt, mely Serena címvédésével ért véget.

## Döntők

### Férfi egyes
Roger Federer -  Mark Philippoussis 7-6(5) 6-2 7-6(3)

### Női egyes
Serena Williams -  Venus Williams 4-6 6-4 6-2

### Férfi páros
Jonas Björkman /  Todd Woodbridge -  Mahes Bhúpati /  Makszim Mirni 3-6 6-3 7-6(4) 6-3

### Női páros
Kim Clijsters /  Szugijama Ai -  Virginia Ruano Pascual /  Paola Suárez 6-4 6-4

### Vegyes páros
Lijendar Pedzs /  Martina Navratilova -  Andi Rám /  Anastasia Rodionova 6-3 6-3

## Juniorok

### Fiú egyéni
Florin Mergea –  Chris Guccione 6-2 7-6(3)

### Lány egyéni
Kirsten Flipkens –  Anna Csakvetadze 6-4, 3-6, 6-3

### Fiú páros
Florin Mergea /  Horia Tecău –  Adam Feeney /  Chris Guccione 7-6(4), 7-5

### Lány páros
Alisza Klejbanova /  Szánija Mirza –  Kateřina Böhmová /  Michaëlla Krajicek 2-6, 6-3, 6-2